# 林美照
林美照（1954年11月2日—），台灣女演員，早期與姐姐林夢梅都是歌仔戲小旦，說話聲音特色是很嗲的娃娃音，有「娃娃音始祖」之稱。14歲時加入「中視歌劇團」陳聰明旗下，與柳青、王金櫻搭配演出電視歌仔戲，及中視「金風歌劇團」搭配葉青、林夢梅演出。曾加入「台視聯合歌劇團」，之後主要與葉青搭配在華視擔任當家小旦。

## 作品

### 電視歌仔戲
- 葉青歌仔戲
  - 1983年《玉蓮花》 飾演 京娘
  - 1983年《人面桃花》 飾演 陶映紅
  - 1983年《相思曲》 飾演小鳳 、孟蓮香
  - 1983年《紅鬃烈馬》 飾演 王寶釧
  - 1985年 《描金扇》 飾演 雲翠仙、祝蘭花
  - 1985年 《楊家將》 飾演 柴桂英
  - 1985年 《巫山一段雲》 飾演 林玉兒、織雲
  - 1985年 《才子佳人：玉堂春》 飾演 蘇三
  - 1985年 《才子佳人：金枝玉葉》 飾演 昇平公主
  - 1985年 《才子佳人：花木蘭》 飾演 花大姐
  - 1985年 《彩雲天涯》 飾演 黑蝴蝶
  - 1986年 《趙匡胤》 飾演 賀靈芝
  - 1986年 《新七俠五義》 飾演 丁月華
  - 1987年 《紅塵客》 飾演 朱鳳琴
  - 1987年 《金縷歌》 飾演 崔若蘭
  - 1988年 《春江花月夜》 飾演 霞郡主、翠娘
  - 1988年 《陸文龍》 飾演 曹英
  - 1995年 《皇甫少華與孟麗君》 飾演 劉燕玉
  - 1996年 《陳三五娘》 飾演 黃五娘
  - 2001年 《秦淮煙雨》 飾演 李香君
- 黃香蓮歌仔戲
  - 1992年 《大唐風雲錄》 飾演 楊瑤紅
- 廟口歌仔戲
  - 新陳三五娘 飾演黃五娘

### 舞台歌仔戲
- 葉青歌仔戲
  - 八美圖 飾演馬昭容
  - 商琳與秦雪梅 飾演 秦雪梅
  - 孟麗君 飾演劉燕玉

### 電視劇
- 1974年《傻女婿》飾演
- 1976年《青蚵仔嫂》飾演郭秀蓮
- 1977年《歹竹出好筍》飾演陳惠卿
- 1979年《鴻福齊天》飾演蕭玉娟
- 1980年《舊情綿綿》飾演月香
- 1980年《阿梅的故鄉》飾演阿梅
- 1987年《司命真君─灶王爺》飾小仙女
- 1990年 《青春廣播站》飾演
- 1991年 《韓湘子》飾演林藍英
- 1991年《難忘鳳凰橋》飾演  秋月
- 1996年《大巡按蕃薯官》 飾演邱艾
- 1996年《我愛我妻我愛子》飾演 春滿
- 1997年《金色夜叉》 飾演 春花
- 1997年《添丁發財好運來》 飾演 吳金珠
- 1997年《鳥來伯與十三姨》 飾演 胡小姐
- 1999年《台灣奇案-台南新町產婆》飾 邱淑英
- 1999年《台灣奇案-嘉義按桌下的囝仔》飾 白水仙
- 1999年《台灣奇案-南投我有兩個尪》飾 李秀蘭
- 2000年《台灣奇案-布袋蔡仙姑》飾 蔡阿巧
- 2000年《台灣奇案-嘉義諸羅城姻緣路》飾  許玉芬、許玉梅
- 2001年《台灣奇案-諸羅山人算不如天算》飾 劉碧珠
- 2003年《台灣奇案-海豐堡三絕命》飾 王秀蓮
- 2000年 民視劇場 - 刈香 飾 陳瓊瑤
- 2001年 《江山樓》 飾演 阿月官
- 2001年 《親戚不計較》（EP636登場） 飾演 劉彩純
- 2004年 《一樣的月光》 飾演 阿秀
- 2006年 《艾曼紐要怎樣》飾艾林娜
- 2010年 《新兵日記》 飾演 江美玉
- 2011年 《姊妹》 飾演 張明英
- 2012年 《雨夜花》飾演阿月
- 2015年《党良家之味》飾吳楊裁
- 2016年《幸福不二家》飾李康德的媽媽
- 2018年 《人際關係事務所》 飾演 丁母
- 2018年 《種菜女神》 飾演 珍妮佛

### 電影
- 1987年 《稻草人》 飾演 陳水仙
- 1988年 《記得當時年紀小》 飾演 花媽
- 2011年 《燃燒吧！歐吉桑》 飾演 王媽
- 2014年 《痞子遇到愛》 飾演 林良
- 2015年 《大囍臨門》 飾演 李簡美照
- 2015年 《缺角一族》 飾演 海珠姨
- 2020年 《消失的情人節》 飾演 楊曉淇母親

## 獎項紀錄

### 金鐘獎
| 年份    | 獲提名           | 獎項                                  | 結果 |
| ------- | ---------------- | ------------------------------------- | ---- |
| 1981 年 | 《舊情綿綿》     | 第16屆金鐘獎女演員獎                  | 提名 |
| 2005年  | 《一樣的月光》   | 第40屆金鐘獎 戲劇類女配角獎（連續劇） | 提名 |
| 2010年  | 《記得我們愛過》 | 第45屆金鐘獎迷你劇集／電視電影女主角  | 獲獎 |
| 2016年  | 《長不大的爸爸》 | 第51屆金鐘獎 戲劇節目女配角獎         | 提名 |

## 外部連結
- 林風照影-林美照粉絲團 （页面存档备份，存于）
- 國立傳統藝術中心 林美照 （页面存档备份，存于）
- 林美照在香港影庫上的簡介
- 林美照在台灣電影網上的資料（繁體中文）
- 華文影史庫 林美照 簡介 （页面存档备份，存于）